# Oleg Lisogor
Oleg Volodymyrovitsj Lisogor (Oekraïens: Олег Володимирович Лісогор) (Brovary, 17 januari 1979) is een voormalig Oekraïens zwemmer, die gespecialiseerd was op de schoolslag.
Zijn internationale debuut maakte Lisogor, een pupil van trainer Viktor Turchin, in 1997 bij de Europese Jeugd Kampioenschappen, waar hij de zilveren medaille won op de 100 meter schoolslag. Diezelfde kleur behaalde hij twee jaar later bij zijn internationale seniorendebuut, de Europese kampioenschappen langebaan (50 meter) in Istanboel, maar dan op de niet-olympische 50 meter schoolslag. 
Zijn eerste titel behaalde Lisogor in 2001, bij de WK zwemmen langebaan in Fukuoka: goud op de 50 meter schoolslag (27,52). De zwaargebouwde Oekraïner komt het best tot zijn recht op de kortebaan (25 meter).
Dat bewees hij dan ook tijdens de EK kortebaan 2005 waar hij op de 100 meter schoolslag de titel binnensleepte. Hij had slechts 0,01 seconde voorsprong op de Griek Romanos Alyfantis. Lisogor pakte een tweede Europese titel door op de 50 meter schoolslag uit te halen met een tijd van 26,67 waar de concurrentie niet aan kon tippen. Op de 100 meter wisselslag besloot Lisogor met een zilveren medaille, alleen Peter Mankoč bleef hem voor.
Na de Olympische Zomerspelen 2008 kondigde Lisogor zijn afscheid van de topsport aan.